# Nicolás Acevedo
Nicolás Acevedo (Montevideo, Uruguay, 14 de abril de 1999) es un futbolista uruguayo que se desempeña como centrocampista, actualmente milita en el EC Bahía de la Serie A brasileña.

## Trayectoria
Graduado de la academia juvenil del Liverpool de Montevideo, Acevedo hizo su debut profesional el 14 de octubre de 2018 en una victoria por 2-1 contra el Defensor Sporting Club.
El 2 de marzo de 2020, el New York City FC de la MLS anunció la firma de Acevedo en una transferencia de manera definitiva.
En diciembre de 2022, se anunció su cesión al EC Bahía de la Serie A brasileña por toda la temporada 2023.

## Selección nacional
Acevedo es un ex internacional juvenil de Uruguay. Ha representado a Uruguay en el Campeonato Sudamericano de Fútbol Sub-20 de 2019 disputado en Chile y en la Copa Mundial de Fútbol Sub-20 de 2019 disputado en Polonia.

## Clubes
| Club             | País           | Año       |
| ---------------- | -------------- | --------- |
| Liverpool        | Uruguay        | 2018-2020 |
| New York City FC | Estados Unidos | 2020-Act. |
| EC Bahía         | Brasil         | 2023-Act. |

## Palmarés

### Títulos nacionales
| Título             | Club             | País           | Año  |
| ------------------ | ---------------- | -------------- | ---- |
| Torneo Intermedio  | Liverpool        | Uruguay        | 2019 |
| Supercopa Uruguaya | Liverpool        | Uruguay        | 2020 |
| MLS Cup            | New York City FC | Estados Unidos | 2021 |

## Vida personal
Nicolás es el hermano menor del delantero de Luis Acevedo, actualmente en Deportes Temuco.